# 善宗寺 (世田谷区)
善宗寺（ぜんしゅうじ）は、東京都世田谷区にある浄土真宗本願寺派の寺院。

## 歴史
安土桃山時代、釈良乗によって開山された。釈良乗は徳川家康が来訪した際、武運長久を祈願し家宝の太刀を献上した。家康は大いに喜び、馬頭村の地を寺領として寄進した。これが山号「馬頭山」の由来である。
元々は三河国額田郡岡崎郷（現・愛知県岡崎市）に位置していたが、本山の西本願寺が浜町御坊（後の築地本願寺）を建立すると、浜町御坊の寺中に入った。その後昭和初期までは、築地本願寺とともに歴史を歩んだ。
1923年（大正12年）の関東大震災で焼失し、1927年（昭和2年）に築地本願寺から分かれて現在地に移転した。
これらの歴史的経緯もあり、檀家は東京都中央区、世田谷区、その他に三分されているという。

## 交通アクセス
- 東急大井町線上野毛駅より徒歩15分。
- 東急バス園01系統など「瀬田営業所」バス停下車